# 2001 QW322
2001 QW322 ist ein Doppelasteroid im Kuipergürtel und besteht aus zwei Körpern von fast identischer Masse, deren Durchmesser auf jeweils rund 130 km geschätzt werden. Das Objekt wurde am 27. Juli 2001 von John J. Kavelaars, Jean-Marc Petit, Brett Gladman und Matthew J. Holman am Mauna-Kea-Observatorium entdeckt. Am 24. August 2001 wurde durch Kavelaars festgestellt, dass es sich um einen Doppelasteroiden handelt.
Eine im Jahr 2008 veröffentlichte Untersuchung ergab eine für ein derartiges Doppelasteroidensystem außergewöhnlich lange Umlaufzeit um das gemeinsame Baryzentrum von ungefähr 25 bis 30 Jahren sowie eine große Halbachse von 105.000 bis 135.000 km. Der Orbit ist retrograd und weist eine Inklination von 50° bis 62° auf; die Exzentrizität der Bahn liegt zudem unter 0,4. Derartige Bahnparameter sind sehr ungewöhnlich und stellen eine Herausforderung für bisherige Theorien zur Entstehung und Entwicklung von Doppelasteroiden dar. Da die gravitative Bindung in dieser Konfiguration schwach ist, dürfte die Lebensdauer in diesem Zustand vermutlich unter einer Milliarde Jahren liegen.